# حسین فهمیده
محمّدحسین فهمیده (۱۶ اردیبهشت ۱۳۴۶ – ۸ آبان ۱۳۵۹) کودک-سرباز ۱۳ سالهٔ ایرانی در جنگ ایران و عراق بود که ادعا شده در اثر عملیات انتحاری علیه تانک‌های عراقی در خرمشهر کشته شده است.

## زندگی
محمّدحسین فهمیده در ۱۶ اردیبهشت ۱۳۴۶ در قم زاده شد. در سال‌های ۱۳۵۲ تا ۱۳۵۶ در قم سکونت داشت و پس از آن به همراه خانواده به کرج مهاجرت کرد.
پخش اعلامیه‌های سید روح‌الله خمینی در سال‌های ۱۳۵۶ و ۱۳۵۷ در سن حدود ده تا یازده سالگی، دیدار خمینی در بازگشت به ایران، شرکت در تظاهرات انقلاب ۵۷ و شرکت در درگیری‌های خوزستان از جمله اقدامات او هستند. فهمیده در پی درگیری‌های کردستان خود را به آن ناحیه رساند، امّا به‌خاطر سن کم، توسط کمیته انقلاب به کرج بازگردانده شد و از خانوادهٔ وی تعهد گرفته شد که دیگر از کرج خارج نشود.

### در جنگ ایران و عراق
گفته شده است که با آغاز جنگ ایران و عراق، خود را به تهران رساند تا به مناطق جنگی برود. با اصرارهای او، وی به همراه گروهی از دانشجویان افسری به منطقه خرمشهر منتقل شد و قرار بود تا کمتر از یک هفته در منطقه بماند؛ امّا در همین مدّت مجروح و به بیمارستان منتقل شد. او با وجود جراحت و مخالفت‌های فرماندهان، دوباره به خط مقدم بازگشت و توانست نظر فرماندهان را برای ماندن در خط مقدم جنگ جلب کند. او بیشتر زمان حضورش در جنگ را در کنار محمدرضا شمس گذراند. وی در غروب سی و یکم شهریور ۱۳۵۹ از نخستین روزهای جنگ ایران و عراق همراه با محمدرضا شمس در جبههٔ نبرد حضور رسمی یافت.

## روایت رسمی از نحوهٔ کشته‌شدن فهمیده
در ۸ آبان ماه ۱۳۵۹ در منطقهٔ کوت شیخ در نزدیکی رودخانهٔ خرمشهر ۵ دستگاه تانک عراقی به طرف سربازان ایرانی هجوم آوردند و در صدد محاصرهٔ آنان بودند. محمدحسین فهمیده در حالی که تعدادی نارنجک به کمرش بسته بود، به سمت یکی از تانک‌ها حرکت کرد و در بین راه، یک گلوله به پایش برخورد کرد؛ امّا خودش را به زیر یکی از تانک‌ها پرت کرد و منفجر نمود. عراقی‌ها گمان کردند که آن منطقه مین‌گذاری شده و عقب‌نشینی می‌کنند. به گفتهٔ برخی منابع دیگر، عراقی‌ها به این تصور که نیروهای کمکی به منطقه رسیده‌اند، منطقه را ترک کردند.
به‌دنبال کشته‌شدن محمدحسین فهمیده، صدای جمهوری اسلامی ایران با قطع برنامه‌های خود اعلام می‌کند که نوجوان سیزده‌ساله‌ای با فداکاری زیر تانک عراقی رفته، آن را منفجر کرده و خود نیز کشته شده است! پس از اعلام خبر، رادیو اعلام کرد که کسانی که از هویت این نوجوان خبر دارند، با شماره تلفن اعلام شده، تماس بگیرند. از این طریق خانوادهٔ او نیز از رویداد صورت گرفته، با خبر شدند. خمینی در پیامی که به مناسبت دومین سالگرد انقلاب ۵۷ بیان کرد، چنین گفت:
…رهبر ما آن طفل سیزده‌ساله‌ای است که با قلب کوچک خود که ارزشش از صدها زبان و قلم بزرگ‌تر است، با نارنجک، خود را زیر تانک دشمن انداخت و آن را منهدم نمود و خود نیز شربت شهادت نوشید. خداوندا! من از پیشگاه مقدس تو عذر می‌خواهم که کودکان و جوانان عزیز ما خود را فدا کنند و ما بهره‌کشی نماییم.
بقایای جسد او، به تهران بازگردانده و در قطعه ۲۴ بهشت زهرا دفن شد.

## تردیدها دربارهٔ روایت‌های رسمی
یکی از تردیدهای شکل گرفته پیرامون محمدحسین فهمیده، داشتن یا نداشتن وصیت‌نامه است. برادر او معتقد است که فهمیده، هیچ‌گونه وصیت‌نامه‌ای نداشته است ولی پیش و پس از این سخن، وصیت‌نامه‌ای منسوب به وی منتشر شده بود.
حمید هوشنگی نخستین فردی بود که نحوهٔ کشته‌شدن فهمیده را روایت کرد. ساعاتی پس از مرگ هوشنگی، نگین شیرآقایی، خبرنگار بی‌بی‌سی فارسی در توییتر اعلام کرد که هوشنگی در گفت‌وگویی با وی اذعان داشته که روایت مرگ فهمیده جزئی از تبلیغات جنگ بوده است و بر طبق واقعیت نیست. کمی بعد توئیت مشابهی هم توسط رضا ویسی روزنامه‌نگار جنگ و خبرنگار رادیو فردا با همین موضوع منتشر شد. در همین باره، سرتیپ دوم مسعود بختیاری، از فرماندهان نیروی زمینی ارتش جمهوری اسلامی ایران در زمان جنگ، در برنامهٔ «خشت خام» در سال ۱۳۹۶ روایت نقل شدهٔ رسمی در مورد نحوهٔ کشته‌شدن محمدحسین فهمیده را زیر سؤال برد. او با تأکید بر لزوم حضور ارتش کلاسیک برای مقابله با ارتش مجهز و پرتعداد عراق در جنگ، دربارهٔ زیر تانک رفتن نوجوان سیزده‌ساله و منفجر کردن آن با نارنجک می‌گوید: «به هر حال جنگ‌های این‌گونه اسطوره‌سازی می‌کند؛ امّا من فکر نمی‌کنم بشود زیر تانک رفت و (آن را منفجر کرد.)» پس از این موضوع، خواهر محمدحسین فهمیده، در گفت‌وگو با انصاف نیوز مدعی شد که روایت جمهوری اسلامی از مرگ برادرش صحیح است.
به‌طور کل، روایت رسمی از نحوهٔ کشته‌شدن محمدحسین فهمیده، نمونه‌ای از «تحریف واقعیت» است. محمدحسین فهمیده در جنگ کشته شد ولی زیر تانک نرفت و نارنجک هم به خود نبسته بود. «ستاد تبلیغات جنگ» که در آن دوران مسئولیت تبلیغات و حماسه‌سازی از سربازان ایرانی را برعهده داشت، نحوهٔ کشته‌شدن او را تحریف کرد و واقعیت را به گونه‌ای دیگر نشان داد. کسانی که در ماجرای محمدحسین فهمیده اقدام به «تحریف واقعیت» کردند، اهدافی همچون نیاز جنگ به قهرمان و تأثیرگذاری بیشتر بر افکار عمومی به‌منظور تحریک احساسات مردم و متعاقباً حضور بیشتر آنان در جنگ را داشتند و این‌گونه، دربارهٔ نحوهٔ کشته‌شدن محمدحسین فهمیده داستان‌پردازی و تحریف واقعیت صورت گرفت.

## پاسداشت

### داستان فهمیده در کتاب‌های درسی
در کتاب‌های درسی مورد استفاده در آموزش و پرورش جمهوری اسلامی ایران، ماجرای کشته‌شدن محمدحسین فهمیده، به عنوان یکی از داستان‌های درسی قرار گرفته بود. در سال‌های اخیر جمعی از کنشگران رسانه‌ای، تلاش زیادی برای حذف داستان محمدحسین فهمیده از کتاب‌های دوران دبستان داشته‌اند. حذف درس مرتبط با محمدحسین فهمیده از کتاب‌های آموزشی دورهٔ دبستان، تبدیل به یکی از جنجالی‌ترین موضوعات مرتبط با سند ۲۰۳۰ شد. طیف‌های نزدیک به حکومت معتقد بودند که این اتفاق، اقدامی در راستای مبارزه با استفاده نظامی از کودکان (که در ایران بسیج دانش‌آموزی نامیده می‌شود) بر اساس قوانین بین‌المللی مبتنی است و با هدف حذف فرهنگ شهادتطلبی صورت گرفته است. با این حال، چنین خبری به صورت رسمی تکذیب شد.

### پس از کشته‌شدن
روز کشته‌شدن فهمیده، هشتم آبان به عنوان «روز بسیج دانش‌آموزی» نامگذاری و سازمانی به همین نام زیر نظر بسیج مستضعفین تشکیل شد. روز ۱۳ آبان هم به افتخار او روز دانش‌آموز نامیده شد. این سازمان با همکاری وزارت آموزش و پرورش ایران در بسیاری از مدارس اقدام به تشکیل واحدهای مقاومت بسیج کرد. اشیای بازمانده از محمدحسین فهمیده در موزه شهدا تهران نگهداری می‌شود. خانهٔ پدری او در کرج به موزهٔ شهدای دانش‌آموز تبدیل شده است. همچنین پیشتر تصویر وی به صورت نقش‌آب بر روی اسکناس دو هزار ریالی چاپ شده بود.

### نشان فتح
در اوّلین مراسم (همزمان با سالروز شکست حصر آبادان) اعطای نشان فتح، توسط رهبر جمهوری اسلامی ایران، نشان فتح درجه یک به محمدحسین فهمیده اعطا و به یکی از افراد خانوادهٔ او تحویل داده شد. همچنین در این مراسم به محسن رضایی فرمانده سپاه پاسداران انقلاب اسلامی و علی صیاد شیرازی فرمانده نیروی زمینی ارتش جمهوری اسلامی ایران نشان فتح یک داده شد و به دیگران، نشان فتح درجه دو یا سه اعطا گردید.